# Be'er Ya'akov
Be'er Ya'akov (in ebraico בְּאֵר יַעֲקֹב‎?, letteralmente "pozzo di Giacobbe") è una città israeliana con lo status di consiglio locale, vicino a Ness Ziona e Rishon LeZion. La città aveva una popolazione di 27 768 abitanti nel 2019.

## Storia
Be'er Ya'akov fu fondata nel 1907 su 2.000 dunum di terreni acquistati da una società guidata da Meir Dizengoff da una colonia luterana tedesca l'anno precedente. Era divisa in due settori, uno per gli immigrati provenienti da Russia, Polonia, Romania, Bulgaria, Argentina e Iran, e l'altro per gli ebrei di montagna del Daghestan. Prende il nome da Ya'akov Yitzhaki, un rabbino e pioniere della comunità ebraica di montagna.
Nel 1909, c'erano 25 famiglie che vivevano a Be'er Ya'akov e vi erano tensioni tra le famiglie aschenazite e daghestane. Nel 1910, fu costruita la prima scuola elementare. Secondo un censimento condotto nel 1922 dalle autorità del mandato britannico, Be'er Ya'akov aveva 131 abitanti, aumentati nel censimento del 1931 a 265 residenti, che occupavano 58 abitazioni. Nel 1947 aveva una popolazione di 400 abitanti. Ha ottenuto lo status di consiglio locale nel 1949.
Durante la guerra arabo-israeliana del 1948, fino alla cattura israeliana di Ramla nel luglio di quell'anno, Be'er Ya'akov era sulla linea del fronte. La popolazione in quel momento fu evacuata e un nuovo insediamento, Be'er Shalom, fu fondato nelle vicinanze dai membri del Kibbutz Buchenwald, oggi Netzer Sereni, il primo gruppo di addestramento di pionieri formato nella Germania del secondo dopoguerra.
Nel 2017 è stato approvato un piano per edificare nuove costruzioni sul terreno lasciato libero dalle basi militari di Tzrifin, che hanno spostato le strutture nel Negev. Il piano prevede che Be'er Ya'akov abbia una popolazione di 100 000 abitanti.